# Kangassaari (ö i Mellersta Finland, Jyväskylä)
Kangassaari är en ö i Finland. Den ligger i sjön Ylä-Kintaus och i kommunen Petäjävesi i den ekonomiska regionen  Jyväskylä ekonomiska region  och landskapet Mellersta Finland, i den centrala delen av landet, 240 km norr om huvudstaden Helsingfors. Öns area är 3,4 hektar och dess största längd är 290 meter i sydöst-nordvästlig riktning.